# Junior Eurovision Song Contest 2021
La diciannovesima edizione del Junior Eurovision Song Contest si è svolta il 19 dicembre 2021, presso La Seine Musicale di Parigi, in Francia, in seguito alla vittoria di Valentina nell'edizione precedente.
Il concorso si è articolato in un'unica finale condotta da Élodie Gossuin, Olivier Minne e Carla Lazzari, ed è stato trasmesso in 20 paesi. La durata totale del concorso è stata di circa 3 ore.
L'ultimo evento dell'UER organizzato dalla Francia prima di questa manifestazione è stata l'ottava edizione dell'Eurovision Young Dancers, tenutasi a Lione nel 1999; l'ultimo evento legato più strettamente all'Eurovision Song Contest è invece l'edizione del 1978, tenutasi sempre a Parigi nel Palazzo dei Congressi.
Questa edizione ha visto il ritorno dell'Albania, l'Armenia, l'Irlanda, l'Italia, la Macedonia del Nord e il Portogallo dopo il ritiro nell'edizione precedente. Tornano anche l'Azerbaigian e la Bulgaria, dopo le assenze delle ultime edizioni. La Bielorussia, partecipante fissa sin dalla prima edizione, è stata esclusa in seguito all'espulsione dell'emittente BTRC dall'UER.
Grazie a questi molteplici ritorni il numero dei partecipanti si è fissato a 19, eguagliando i partecipanti dell'edizione 2019.
A vincere il concorso è stata Maléna in rappresentanza dell'Armenia con la canzone Qami qami.

## Organizzazione

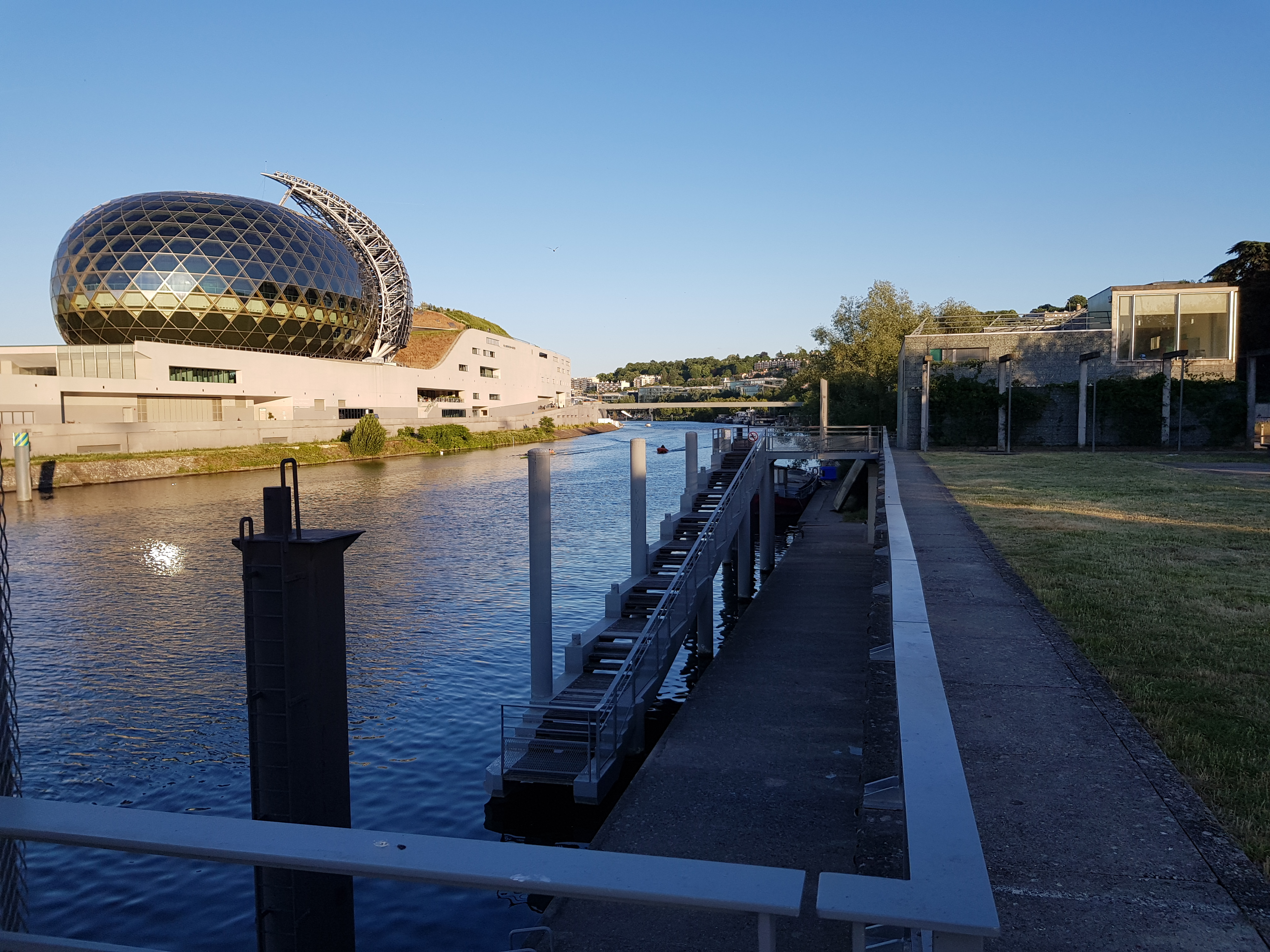
La Seine Musicale, sede del Junior Eurovision Song Contest 2021.

### Candidature
- Francia: nella conferenza stampa a seguito della vittoria di Valentina, il capo delegazione francese Alexandra Redde-Amiel ha annunciato che France Télévisions aveva intenzione di candidarsi per ospitare l'edizione successiva, parlandone quindi con l'Unione europea di radiodiffusione (UER).[3] Il 9 dicembre 2020 l'UER ha accolto la richiesta dell'emittente e ha comunicato che la Francia avrebbe ospitato la manifestazione nel 2021.[4]
- Spagna: prima dello svolgimento dell'edizione 2020, RTVE ha annunciato che avrebbero preso in considerazione una candidatura solo in caso di vittoria della nazione alla manifestazione canora.[5]

### Scelta della sede
Il 20 maggio 2021 France Télévisions e l'UER hanno annunciato che l'evento si sarebbe tenuto nella città di Parigi all'interno de La Seine Musicale, una sala concerti situata nell'isola di Île Seguin, bagnata dal fiume Senna.

### Logo e slogan
Il 20 maggio 2021, in concomitanza con l'annuncio della sede, è stato reso noto lo slogan di questa edizione, #Imagine.
Il logo di questa edizione, presentato il successivo 24 agosto, rappresenta un'illustrazione astratta di una cometa che, a seconda del contesto, può assumere un diverso significato, tra cui un razzo nel cielo, un albero di Natale oppure la Torre Eiffel.

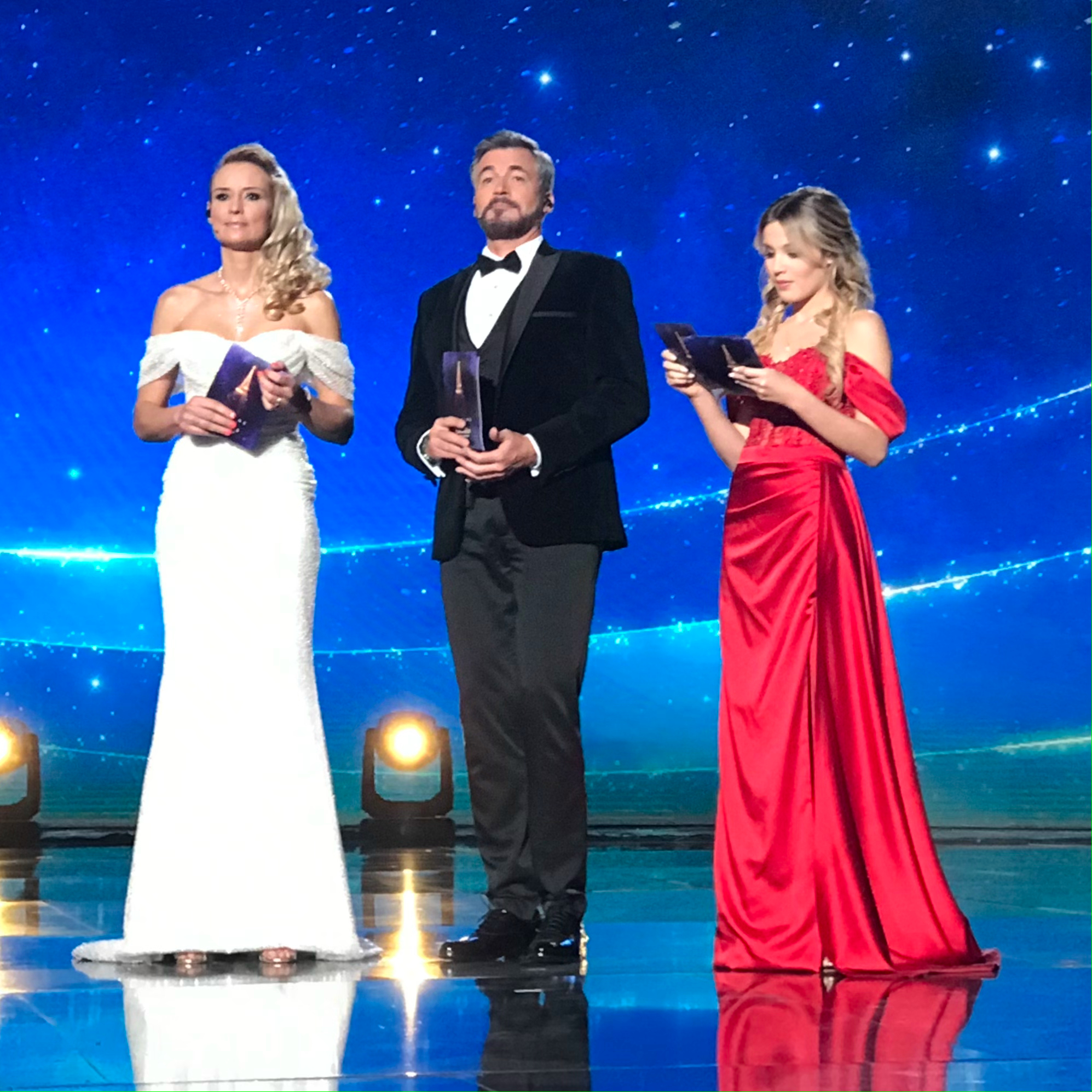
I tre presentatori dell'evento: Élodie Gossuin, Olivier Minne e Carla Lazzari.

### Presentatori
Il 17 novembre 2021 sono stati annunciati i presentatori di questa edizione: Élodie Gossuin, Olivier Minne e Carla Lazzari.
- Élodie Gossuin è una modella e presentatrice francese, vincitrice della 71ª edizione di Miss Francia e della 55ª edizione di Miss Europa. Tra il 2016 al 2018 è stata la portavoce per la Francia all'Eurovision Song Contest.
- Olivier Minne è un presentatore e giornalista franco-belga. Dopo aver debuttato come presentatore sull'emittente France 2, tra il 1995 al 1997 è stato il commentatore francese dell'Eurovision Song Contest e ha presentato la 28ª edizione di Giochi senza frontiere.
- Carla Lazzari, nota come Carla, è una cantante francese conosciuta per aver rappresentato il paese al Junior Eurovision Song Contest 2019 con il brano Bim bam toi.

### Sistema di voto
Come nelle edizioni precedenti, è stato utilizzato il televoto online per decretare il vincitore. Il televoto online è stato diviso in due fasi:
- la prima fase di votazione è partita il 17 dicembre a partire dalle 20:00 fino 19 dicembre; il pubblico ha avuto la possibilità di votare le proprie tre canzoni preferite, tra cui quella del proprio paese, dietro una visione obbligatoria di un riepilogo generale di tutte le canzoni in gara e una visione facoltativa di un minuto di prove tecniche;
- la seconda fase della votazione, sempre online, è durata 15 minuti ed è partita dal momento in cui l'ultima canzone in gara sarà stata ascoltata, come in un classico televoto.

Queste due fasi hanno inciso per il 50% sulla classifica finale, sommata ai voti delle giurie nazionali.

### Cartoline
Le cartoline sono dei video introduttivi di circa 40 secondi mostrate in TV, mentre sul palco vengono preparate le varie scenografie dei paesi in gara. Le registrazioni, organizzate da France Télévisions, sono partite a ottobre 2021 a Parigi per poi proseguire in diverse città e siti in tutta la Francia. I seguenti luoghi sono stati utilizzati per le cartoline:
- Albania – Opéra Garnier
- Armenia – Galerie Vivienne
- Azerbaigian – Museo Grévin
- Bulgaria – La Samaritaine
- Francia – Louvre
- Georgia – Pont de Bir-Hakeim
- Germania – Museo delle Arti Fieristiche
- Irlanda – Torre Eiffel
- Italia – Pantheon di Parigi
- Kazakistan – Palazzo di Versailles
- Macedonia del Nord – Galleria Lafayette
- Malta – Istituto del mondo arabo
- Paesi Bassi – Espace Niemeyer
- Polonia – Pont des Arts
- Portogallo – Folies Bergère
- Russia – Château de Chantilly
- Serbia – Museo Condé
- Spagna – Basilica del Sacro Cuore
- Ucraina – Musée d'art moderne de la Ville de Paris

### Scenari
Nell'agosto 2021 l'UER ha annunciato di aver collaudato quattro scenari da considerare in base agli sviluppi della pandemia di COVID-19 per evitare che l'edizione venga cancellata. Gli scenari possibili, chiamati scenari A, B, C e D, sono:
- Scenario A: svolgimento della manifestazione nella sua tradizionale maniera.
- Scenario B: in questo caso dovrà esserci un distanziamento sociale di un metro e mezzo tra una persona e l'altra, il che ridurrà il numero degli spettatori che potranno assistere al concorso dal vivo a circa 3 500. Resta invariato lo svolgimento di tutti e tre gli show normalmente previsti, così come le prove generali. Ogni delegazione dovrà viaggiare con un numero di persone ridotto rispetto al solito, e tutte le attività correlate saranno regolate di conseguenza. Questo scenario è stato utilizzato per l'Eurovision Song Contest 2021 a Rotterdam.
- Scenario C: questo scenario prevede la possibilità, per quelle delegazioni non in grado di recarsi a Parigi, di partecipare con un'esibizione pre-registrata (il cosiddetto live-on-tape). Coloro che potranno recarsi in Francia invece, salvo imprevisti, dovranno esibirsi dal vivo.
- Scenario D: l'ultimo scenario prevede l'assenza totale del pubblico e delle varie attività correlate alla manifestazione. Inoltre tutte le esibizioni saranno pre-registrate, e i partecipanti saranno in collegamento dai rispettivi paesi. Questo scenario è stato utilizzato durante il Junior Eurovision Song Contest 2020 a Varsavia.

Il 19 dicembre 2021 l'UER ha confermato di utilizzare lo scenario B per l'edizione 2021.
Legenda
     Possibile
     Limitato
     Non permesso
| Possibili scenari del Junior Eurovision Song Contest 2021 | Possibili scenari del Junior Eurovision Song Contest 2021 | Possibili scenari del Junior Eurovision Song Contest 2021 | Possibili scenari del Junior Eurovision Song Contest 2021 | Possibili scenari del Junior Eurovision Song Contest 2021 |
| Fattori                                                   | A                                                         | B                                                         | C                                                         | D                                                         |
| --------------------------------------------------------- | --------------------------------------------------------- | --------------------------------------------------------- | --------------------------------------------------------- | --------------------------------------------------------- |
| Diretta da La Seine Musicale                              |                                                           |                                                           |                                                           |                                                           |
| Partecipanti in Francia                                   |                                                           |                                                           |                                                           |                                                           |
| Pubblico nell'arena                                       |                                                           |                                                           |                                                           |                                                           |
| Eventi correlati a Parigi                                 |                                                           |                                                           |                                                           |                                                           |
| Conferenza stampa                                         |                                                           |                                                           |                                                           |                                                           |

## Stati partecipanti

Stati partecipanti
Stati che hanno partecipato in passato ma non nel 2021

Stati partecipanti
     Stati che hanno partecipato in passato ma non nel 2021
| Stato                   | Artista                           | Brano                         | Lingua                       | Processo di selezione                                                                     |
| ----------------------- | --------------------------------- | ----------------------------- | ---------------------------- | ----------------------------------------------------------------------------------------- |
| Albania                 | Anna Gjebrea                      | Stand by You                  | Albanese, inglese            | Junior Fest 2021, 23 ottobre 2021                                                         |
| Armenia                 | Maléna                            | Qami qami                     | Armeno, inglese              | Interno, 17 novembre 2021 per l'artista; 18 novembre 2021 per il brano                    |
| Azerbaigian             | Sona Azizova                      | One of Those Days             | Azero, inglese               | Interno, 16 agosto 2021 per l'artista; 17 novembre 2021 per il brano                      |
| Bulgaria                | Denislava & Martin                | Voice of Love                 | Bulgaro, inglese             | Interno, 8 novembre 2021 per gli artisti; 13 novembre 2021 per il brano                   |
| Francia (organizzatore) | Enzo                              | Tic Tac                       | Francese                     | Interno, 21 ottobre 2021 per l'artista; 22 ottobre 2021 per il brano                      |
| Georgia                 | Niko Kajaia                       | Let's Count the Smiles        | Georgiano, inglese, francese | Ranina 2021, 13 novembre 2021 per l'artista; 14 novembre 2021 per il brano                |
| Germania                | Pauline                           | Imagine Us                    | Tedesco, inglese             | Junior ESC - Wer fährt nach Paris?, 10 settembre 2021                                     |
| Irlanda                 | Maiú Levi Lawlor                  | Saor (Disappear)              | Irlandese, inglese, francese | Junior Eurovision Éire 2021, 17 ottobre 2021 per l'artista; 16 novembre 2021 per il brano |
| Italia                  | Elisabetta Lizza                  | Specchio (Mirror on the Wall) | Italiano, inglese            | Interno, 11 novembre 2021 per l'artista; 12 novembre 2021 per il brano                    |
| Kazakistan              | Álınur Hamzın & Beknur Jánibekuly | Ertegi älemi (Fairy World)    | Kazako, francese             | Balalar Eurokorīnisī 2021, 6 novembre 2021                                                |
| Macedonia del Nord      | Dajte Muzika                      | Green Forces                  | Macedone, inglese            | Interno, 12 ottobre 2021 per il gruppo; 12 novembre 2021 per il brano                     |
| Malta                   | Ike & Kaya                        | My Home                       | Inglese                      | Malta Junior Eurovision Song Contest 2021, 16 ottobre 2021                                |
| Paesi Bassi             | Ayana                             | Mata sugu aō ne               | Olandese, inglese            | Junior Songfestival 2021, 25 settembre 2021                                               |
| Polonia                 | Sara James                        | Somebody                      | Polacco, inglese             | Szansa na sukces - Eurowizja Junior 2021, 26 settembre 2021                               |
| Portogallo              | Simão Oliveira                    | O rapaz                       | Portoghese                   | The Voice Kids Portugal, 19 aprile 2021 per l'artista; 12 novembre 2021 per il brano      |
| Russia                  | Tanja Meženceva                   | Mon ami                       | Russo, inglese, francese     | Akademija Eurovision 2021, 26 ottobre 2021                                                |
| Serbia                  | Jovana & Dunja                    | Oči deteta (Children's Eyes)  | Serbo                        | Interno, 5 ottobre 2021 per le artiste; 28 ottobre 2021 per il brano                      |
| Spagna                  | Levi Díaz                         | Reír                          | Spagnolo                     | Interno, 16 settembre 2021 per l'artista; 18 ottobre 2021 per il brano                    |
| Ucraina                 | Olena Usenko                      | Važil'                        | Ucraino                      | Nacvidbir 2021, 24 ottobre 2021                                                           |

## L'evento
La manifestazione si è svolta il 19 dicembre 2021 alle 16:00 CET; vi hanno gareggiato 19 paesi. L'ordine di uscita è stato reso noto il 13 dicembre 2021.
L'evento è stato aperto dagli Ofenbach, che si sono esibiti in un medley della loro discografia durante la sfilata delle bandiere. Si sono esibiti inoltre Valentina, vincitrice dell'edizione precedente, con una versione natalizia del brano J'imagine, Barbara Pravi, rappresentante della Francia all'Eurovision Song Contest 2021, con Voilà e, infine, tutti i partecipanti con la common song Imagine.
| Nº | Stato              | Artista                           | Brano                         | Punti | Posizione |
| -- | ------------------ | --------------------------------- | ----------------------------- | ----- | --------- |
| 01 | Germania           | Pauline                           | Imagine Us                    | 61    | 17        |
| 02 | Georgia            | Niko Kajaia                       | Let's Count the Smiles        | 163   | 4         |
| 03 | Polonia            | Sara James                        | Somebody                      | 218   | 2         |
| 04 | Malta              | Ike & Kaya                        | My Home                       | 97    | 12        |
| 05 | Italia             | Elisabetta Lizza                  | Specchio (Mirror on the Wall) | 107   | 10        |
| 06 | Bulgaria           | Denislava & Martin                | Voice of Love                 | 77    | 16        |
| 07 | Russia             | Tanja Meženceva                   | Mon ami                       | 124   | 7         |
| 08 | Irlanda            | Maiú Levi Lawlor                  | Saor (Disappear)              | 44    | 18        |
| 09 | Armenia            | Maléna                            | Qami qami                     | 224   | 1         |
| 10 | Kazakistan         | Álınur Hamzın & Beknur Jánibekuly | Ertegi älemi (Fairy World)    | 121   | 8         |
| 11 | Albania            | Anna Gjebrea                      | Stand by You                  | 84    | 14        |
| 12 | Ucraina            | Olena Usenko                      | Važil'                        | 125   | 6         |
| 13 | Francia            | Enzo                              | Tic Tac                       | 187   | 3         |
| 14 | Azerbaigian        | Sona Azizova                      | One of Those Days             | 151   | 5         |
| 15 | Paesi Bassi        | Ayana                             | Mata sugu aō ne               | 43    | 19        |
| 16 | Spagna             | Levi Díaz                         | Reír                          | 77    | 15        |
| 17 | Serbia             | Jovana & Dunja                    | Oči deteta (Children's Eyes)  | 86    | 13        |
| 18 | Macedonia del Nord | Dajte Muzika                      | Green Forces                  | 114   | 9         |
| 19 | Portogallo         | Simão Oliveira                    | O rapaz                       | 101   | 11        |

| Pos. | Voto online        | Punti | Giuria             | Punti |
| ---- | ------------------ | ----- | ------------------ | ----- |
| 1    | Armenia            | 109   | Francia            | 120   |
| 2    | Polonia            | 102   | Polonia            | 116   |
| 3    | Portogallo         | 92    | Armenia            | 115   |
| 4    | Francia            | 67    | Azerbaigian        | 109   |
| 5    | Ucraina            | 63    | Georgia            | 104   |
| 6    | Serbia             | 62    | Russia             | 74    |
| 7    | Georgia            | 59    | Kazakistan         | 64    |
| 8    | Macedonia del Nord | 59    | Ucraina            | 62    |
| 9    | Kazakistan         | 57    | Italia             | 60    |
| 10   | Russia             | 50    | Macedonia del Nord | 55    |
| 11   | Malta              | 50    | Malta              | 47    |
| 12   | Italia             | 47    | Albania            | 45    |
| 13   | Spagna             | 47    | Bulgaria           | 39    |
| 14   | Germania           | 46    | Spagna             | 30    |
| 15   | Azerbaigian        | 42    | Serbia             | 24    |
| 16   | Albania            | 39    | Germania           | 15    |
| 17   | Irlanda            | 39    | Paesi Bassi        | 9     |
| 18   | Bulgaria           | 38    | Portogallo         | 9     |
| 19   | Paesi Bassi        | 34    | Irlanda            | 5     |

12 punti
| Nº | A                  | Da                                          |
| -- | ------------------ | ------------------------------------------- |
| 3  | Francia            | Georgia, Paesi Bassi, Serbia                |
| 3  | Georgia            | Armenia, Francia, Malta                     |
| 3  | Russia             | Azerbaigian, Kazakistan, Macedonia del Nord |
| 2  | Armenia            | Polonia, Portogallo                         |
| 2  | Azerbaigian        | Italia, Ucraina                             |
| 2  | Polonia            | Germania, Irlanda                           |
| 2  | Ucraina            | Bulgaria, Spagna                            |
| 1  | Kazakistan         | Russia                                      |
| 1  | Macedonia del Nord | Albania                                     |

## Portavoce
- Germania: Venetia
- Georgia: Sandra Gadelia (Rappresentante dello stato al Junior Eurovision Song Contest 2020)
- Polonia: Matylda
- Malta: Eden
- Italia: Céleste
- Bulgaria: Arianne
- Russia: Liza Gureeva
- Irlanda: Reuben Levi Hackett
- Armenia: Karina Ignatyan (Rappresentante dello stato al Junior Eurovision Song Contest 2019)
- Kazakistan: Zere
- Albania: Alex
- Ucraina: Oleksandr Balabanov (Rappresentante dello stato al Junior Eurovision Song Contest 2020)
- Francia: Angelina (Rappresentante dello stato al Junior Eurovision Song Contest 2018)
- Azerbaigian: Sūleyman
- Paesi Bassi: Matheu (Rappresentante dello stato al Junior Eurovision Song Contest 2019)
- Spagna: Lucía Arcos
- Serbia: Katie
- Macedonia del Nord: Fendi
- Portogallo: Manon

## Trasmissione dell'evento

### Televisione e radio
| Paese              | Emittente          | Stazione                        | Commentatori                          | Note                 |
| ------------------ | ------------------ | ------------------------------- | ------------------------------------- | -------------------- |
| Albania            | RTSH               | RTSH 1 RTSH Muzikë Radio Tirana | Andri Xhahu                           | [ 46 ]               |
| Armenia            | ARMTV              | Armenia 1                       | Arman Margaryan Hrachuhi Utmazyan     | [ 47 ]               |
| Azerbaigian        | İTV                | İctimai Televiziya              | Murad Arif Shafiga Efendiyeva         |                      |
| Bulgaria           | BNT                | BNT 1 BNT 4                     | Elena Rosberg Georgi Kušvaliev        | [ 48 ] [ 49 ]        |
| Francia            | France Télévisions | France 2                        | Laurence Boccolini Stéphane Bern      | [ 50 ]               |
| Georgia            | GPB                | 1TV                             | Nikoloz Lobiladze                     | [ 51 ]               |
| Germania           | ARD/ZDF            | KiKA                            | Constantin "Consi" Zöller             | [ 52 ] [ 53 ]        |
| Irlanda            | TG4                | TG4                             | Louise Cantillon                      | [ 54 ] [ 55 ]        |
| Islanda            | RÚV                | RÚV 1                           | Felix Bergsson                        | [ 56 ] [ 57 ]        |
| Italia             | Rai                | Rai Gulp                        | Mario Acampa Marta Viola Giorgia Boni | [ 58 ] [ 59 ] [ 60 ] |
| Kazakistan         | KA                 | Khabar TV                       | Qaldybek Jaısaqbaj Machabbat Ėsen     | [ 61 ]               |
| Macedonia del Nord | MRT                | MRT1                            | Eli Tanaskovska                       | [ 62 ]               |
| Malta              | PBS                | TVM 1                           | Nessuno                               | [ 63 ]               |
| Paesi Bassi        | NPO                | NPO Zapp                        | Buddy Vedder                          | [ 64 ] [ 65 ]        |
| Polonia            | TVP                | TVP1 TVP ABC TVP Polonia        | Marek Sierocki Aleksander Sikora      | [ 66 ]               |
| Portogallo         | RTP                | RTP1 RTP Internacional          | Nuno Galopim                          | [ 67 ] [ 68 ]        |
| Russia             | VGTRK              | Karusel                         | Anton Zor'kin Chrjuša                 | [ 69 ]               |
| Serbia             | RTS                | RTS 2 RTS Svet                  | Tijana Lukić                          | [ 70 ]               |
| Spagna             | RTVE               | La 1 TVE Internacional          | Tony Aguilar Julia Varela             | [ 71 ] [ 72 ]        |
| Ucraina            | UA:PBC             | UA:Kultura                      | Viktor Djačenko                       | [ 73 ] [ 74 ]        |

### Streaming
| Paese       | Piattaforma |
| ----------- | ----------- |
| Irlanda     | TG4 Player  |
| Italia      | RaiPlay     |
| Paesi Bassi | NPO Start   |
| Mondo       | YouTube     |

## Ascolti
| Paese       | Telespettatori | Share | Note   |
| ----------- | -------------- | ----- | ------ |
| Bulgaria    | 75 000         | 8,3%  | [ 75 ] |
| Francia     | 1 638 000      | 12,0% | [ 76 ] |
| Germania    | 230 000        | 1,1%  | [ 77 ] |
| Irlanda     | 22 300         | 3,0%  | [ 78 ] |
| Italia      | 15 112         | 0,1%  | [ 79 ] |
| Paesi Bassi | 175 000        | 1,1%  | [ 80 ] |
| Polonia     | 4 900 000      | —     | [ 81 ] |
| Portogallo  | 288 000        | 8,7%  | [ 82 ] |
| Russia      | 513 000        | 2,3%  | [ 75 ] |
| Spagna      | 991 000        | 7,6%  | [ 83 ] |

## Stati non partecipanti
- Australia: il 15 luglio 2020 l'emittente SBS ha confermato il ritiro dalla manifestazione a causa delle restrizioni in vigore sui viaggi da e per l'Australia, dovute alla pandemia di COVID-19. Tuttavia, ABC ha dichiarato l'intenzione di partecipare al concorso nel caso in cui venga incaricata.[84] Il 25 agosto 2021 l'emittente ABC ha confermato che non avrebbe preso parte all'evento, seguita da SBS il successivo 27 agosto.[85][86]
- Belgio: l'8 aprile 2021 VRT ha confermato che non avrebbe preso parte all'evento.[87] Successivamente il 28 giugno anche l'emittente vallone RTBF ha confermato che non avrebbe preso parte al concorso.[88]
- Bielorussia: il 28 maggio 2021 è stata annunciata la sospensione dell'emittente bielorussa BTRC dall'Unione europea di radiodiffusione, rendendo impossibile la partecipazione alla manifestazione. All'emittente sono state concesse due settimane per rispondere prima che la sospensione entrasse ufficialmente in vigore, ma non è arrivata alcuna risposta.[89] L'emittente è stata ufficialmente espulsa dall'UER il 1º luglio 2021, perdendo i diritti di partecipazione e trasmissione del concorso per i successivi tre anni.[2]
- Cipro: il 25 agosto 2021 CyBC ha confermato che non avrebbe preso parte all'evento.[90]
- Croazia: il 30 agosto 2021 HRT ha confermato che non avrebbe preso parte all'evento.[91]
- Danimarca: il 3 giugno 2021 DR ha confermato che non avrebbe preso parte all'evento.[92]
- Estonia: il 9 giugno 2021 EER ha dichiarato che non avrebbe esordito in questa edizione.[93]
- Finlandia: il 2 aprile 2021 Yle ha dichiarato che non avrebbe esordito in questa edizione.[94]
- Galles: il 18 febbraio 2021 S4C ha confermato che non avrebbe preso parte all'evento.[95]
- Grecia: il 9 giugno 2021 ERT ha confermato che non avrebbe preso parte all'evento.[96]
- Islanda: il 20 aprile 2021 RÚV ha dichiarato che non avrebbe debuttato in questa edizione.[97]
- Israele: l'11 giugno 2021 IPBC ha dichiarato che non avrebbe preso parte all'evento, per concentrarsi sull'Eurovision Song Contest 2022.[98]
- Lettonia: il 3 giugno 2021 LTV ha confermato che non avrebbe preso parte all'evento.[99]
- Lituania: il 29 giugno 2021 LRT ha confermato che non avrebbe preso parte all'evento.[100]
- Moldavia: il 16 giugno 2021 TRM ha confermato che non avrebbe preso parte all'evento.[101]
- Norvegia: il 2 aprile 2021 NRK ha confermato che non avrebbe preso parte all'evento.[102]
- Regno Unito: durante una conferenza stampa dedicata alla manifestazione, l'UER ha dichiarato che stava lavorando per permettere il ritorno del paese al concorso, possibilmente per l'edizione 2021.[103] Il 2 settembre 2021 l'UER ha annunciato la non partecipazione del paese.
- Rep. Ceca: il 6 aprile 2021 ČT ha dichiarato che non avrebbe esordito in questa edizione.[104]
- Romania: il 7 luglio 2021 TVR ha confermato che non avrebbe preso parte all'evento.[105]
- San Marino: il 23 giugno 2021 San Marino RTV ha confermato che non avrebbe preso parte all'evento.[106]
- Scozia: il 24 febbraio 2021 BBC Alba ha dichiarato che non avrebbe esordito in questa edizione.[107]
- Slovacchia: dopo aver discusso su un possibile debutto,[108] il 18 giugno 2021 RTVS ha confermato che non avrebbe preso parte all'evento.[109]
- Slovenia: il 19 luglio 2021 RTV SLO ha confermato che non avrebbe preso parte all'evento.[110]
- Svezia: l'11 maggio 2021 SVT ha confermato che non avrebbe preso parte all'evento.[111]
- Svizzera: il 26 aprile 2021 SRF ha annunciato, attraverso un post pubblicato sull'account Twitter dell'emittente, che non avrebbe partecipato a questa edizione.[112]